# 泰州专区
泰州专区，中华人民共和国江苏省已撤销的专区，在今江苏省中部。
1949年置，属苏北行署区，专员公署驻泰州市。辖泰州市及泰县、台北、东台、海安、泰兴、靖江、如皋7县。
1950年，撤销扬州专区，其辖宝应、兴化、高邮、江都、六合、仪征6县划入泰州专区；将台北、东台2县划归盐城专区；海安、如皋2县划归南通专区。泰州专区辖1市、9县。
1952年，泰州专区改属江苏省；原属皖北行署区滁县专区的江浦县由划入泰州专区。辖1市、10县。
1953年，专区驻地迁至扬州市，并改名扬州专区。